# Maladera apfelbecki
Maladera apfelbecki är en skalbaggsart som beskrevs av Rudolph Petrovitz 1969. Maladera apfelbecki ingår i släktet Maladera och familjen Melolonthidae. Inga underarter finns listade i Catalogue of Life.